# The End of the Game
The End of the Game (deutsch: Das Ende des Spiels) ist ein US-amerikanischer Dokumentar-Kurzfilm von Robin Lehman aus dem Jahr 1975. Lehman und Claire Wilbur, die den Film gemeinsam produzierten, wurden bei den 48. Academy Awards 1976 für ihr Werk mit einem Oscar ausgezeichnet.

## Inhalt
Lehman gewährt einen ganz persönlichen, detaillierten Blick auf das Panorama der afrikanischen Tierwelt und die Reziprozität die zwischen den Tieren gegeben ist. Wichtig ist es ihm zu vermitteln, wie es sich anfühlt, sich in den natürlichen Dschungellebensräumen zu befinden und wie essenziell Naturschutz ist. Die in Zaire, Kenia und Tansania entstandenen Aufnahmen gestatten den Zuschauern einen Blick, der von einem Ameisenhügel zu den majestätischen Giraffen wandert, die gerade ihre Jungen säugen. Ritualtänze der Mistkäfer, Duelle der Tiere um Vorherrschaft, der Kampf ums Futter sowie afrikanische Unwetter werden veranschaulicht. 
Als eine Gewehrkugel die Stille durchbricht, treten die Tiere eins nach dem anderen die Flucht an.

## Produktion, Veröffentlichung
Es handelt sich um eine Produktion von Opus Films, vertrieben durch die Phoenix Learning Group.
Der Film wurde im November 1976 auf dem Chicago International Film Festival vorgeführt. 

## Auszeichnungen (Auswahl)
Oscarverleihung 1976: 
- Oscar in der Kategorie „Bester Dokumentar-Kurzfilm“ für Robin Lehman und Claire Wilbur und ihren Film

Chicago International Film Festival 1976:
- Gold Hugo in der Kategorie „Bester Dokumentarfilm“ für Robin Lehman und Claire Wilbur und ihren Film